# Archer (Floryda)
Archer – miasto w Stanach Zjednoczonych, w stanie Floryda, w hrabstwie Alachua.